# Groupe EBRA
EBRA ou Est Bourgogne Rhône Alpes est un groupe de presse quotidienne régionale français présent dans l'Est de la France.
Entièrement détenu par Crédit mutuel Alliance fédérale, il se revendique premier groupe de presse français par sa diffusion. Acteur majeur dans les départements français de l'Est, il contrôle neuf quotidiens — dont Le Dauphiné libéré, Le Progrès, L'Alsace, Dernières Nouvelles d'Alsace et L'Est républicain — ainsi que trois hebdomadaires locaux, deux journaux gratuits et trois sites de presse en ligne.

## Histoire

### Groupe Est républicain
Après avoir acheté la Socpresse au groupe Hersant en 2004, le groupe Dassault décide de se désengager de la presse quotidienne régionale en revendant ses titres.
En février 2006, le groupe Est républicain ou France Est Médias (L'Est républicain, Dernières Nouvelles d'Alsace, Le Journal de la Haute-Marne) rachète, pour un montant supposé d'environ 270 millions d'euros, le pôle Rhône-Alpes de la Socpresse (Le Progrès, Le Dauphiné libéré, Le Bien public, Le Journal de Saône-et-Loire) avec l'appui financier de la Banque fédérative du Crédit mutuel (L'Alsace, Le Pays, Le Républicain lorrain). Il l'emporte sur les deux autres candidats en lice : le fonds britannique Mecom et le groupe espagnol Vocento allié au groupe Sud Ouest ; dont les offres financières étaient pourtant supérieures,.
Le nouvel ensemble formé est le groupe EBRA, détenu à 51 % par le groupe Est républicain et à 49 % par le Crédit mutuel. C'est alors le premier groupe de presse quotidienne régionale avec 1,1 million d'exemplaires vendus par jour dans une zone s'étendant de l'Alsace aux portes de la Provence,.

### Crédit Mutuel
En juin 2008, le Crédit mutuel acquiert la société France Est, qui détient 18 % du capital du groupe Est républicain, qui lui-même détient 51 % du groupe EBRA. Le Crédit mutuel devient ainsi actionnaire majoritaire du groupe EBRA. Mais le groupe Hersant Média, actionnaire minoritaire du groupe Est républicain, demande l'annulation de cette prise de contrôle qui réduit sa part de 27 % à 17 %, le dépossédant de sa minorité de blocage. Le tribunal de commerce de Nancy lui donne raison le 23 décembre 2008 et la cour d'appel de Nancy confirme le jugement le 17 juin 2009.
En septembre 2009, le Crédit mutuel rachète à Gérard Lignac, actionnaire majoritaire du groupe Est républicain, ses 51 % du groupe EBRA et en devient ainsi l'actionnaire unique,. Frantz Durupt, journaliste à Libération, affirme qu'après la prise de contrôle du groupe par le Crédit mutuel, « la règle pour les journalistes est de ne pas parler du Crédit mutuel... sauf évidemment s’il s’agit de promouvoir ses actions caritatives et les événements dont il est partenaire ».
En octobre 2010, la Banque fédérative du Crédit mutuel (BFCM) rachète les 29 % que détient le groupe Hersant Média dans le groupe Est républicain. Déjà possesseur d'une part du capital, il détient ainsi 48 % du groupe Est républicain. Le mois suivant, il rachète les 43 % de parts du PDG Gérard Lignac et prend ainsi le contrôle du groupe qui se voit intégré dans le groupe EBRA. Les 10 % restants sont détenus par des petits porteurs. Le groupe EBRA devient ainsi le premier groupe de presse quotidienne régionale, devant le groupe SIPA - Ouest-France,. Le 12 juillet 2011, l'Autorité de la concurrence autorise la prise de contrôle du groupe Est républicain par le Crédit mutuel « sous réserve d'engagements » sur « la diversité des contenus, le maintien des rédactions en chef dédiées et la garantie de la diffusion des titres de PQR rachetés dans les zones » où ceux-ci sont en concurrence.
En novembre 2012, le groupe installe à Paris un Bureau d'informations générales (BIG) chargé de concevoir les pages nationales et internationales pour tous les quotidiens du groupe. La direction explique que cela permet de publier des articles impossibles à faire auparavant et d'avoir plus de poids pour obtenir des interviews de personnalités. Mais les rédacteurs des quotidiens dénoncent une uniformisation de la ligne éditoriale. De plus, la filiale informatique du Crédit mutuel, Euro Information, récupère toutes les activités informatiques des journaux. Elle met en place une base de données qui centralise les informations entrées par les journalistes et permet la revente d'articles.
En novembre 2015, le groupe EBRA décide de quitter le syndicat de la presse quotidienne régionale (SPQR) à la suite d'un différend sur le paiement de la cotisation du Républicain lorrain.
En septembre 2017, Philippe Carli (ancien président de Siemens France et ex-DG du groupe Amaury) succède à Michel Lucas à la tête du groupe de presse après avoir été chargé de réaliser un audit de ses activités.
Le groupe ayant enregistré en 2018 une perte de plus de 113 millions d'euros[réf. nécessaire], annonce début juin 2019 le projet d'ouverture d'un plan de sauvegarde de l'emploi (PSE) qui concernerait 386 postes. En parallèle, le groupe envisage la création d'une seconde structure qui emploierait 284 salariés à Houdemont, sur le site de L'Est républicain. La direction espère voir le projet se mettre en place le 1er janvier 2021.
Le 18 mars 2022, EBRA rachète l'éditeur de presse en ligne Humanoid (qui détient notamment Numerama) pour une somme comprise entre 40 et 60 millions d'euros d'après Le Figaro.
Le groupe expérimente le recours à l'intelligence artificielle pour « relire et corriger » les articles avant de faire machine arrière en 2024,.
Le groupe EBRA est épinglé pour sa proximité avec des partenaires commerciaux,, comme pour son rôle de relais de la communication présidentielle.
Fin janvier 2025, Philippe Carli, le président du groupe EBRA, démissionne après avoir liké sur ses réseaux sociaux une dizaine de publications d'extrême-droite, suscitant une vive émotion parmi les salariés d'EBRA. Malgré ses excuses, il quitte le groupe.
En mars 2025, les salariés de Vosges Matin, l'Est républicain et le Républicain Lorrain votent en majorité une motion de défiance contre Sébastien Georges, leur rédacteur en chef, pour "management brutal". S'excusant via courrier, Sébastien Georges indique prendre des engagements pour restaurer un climat de confiance avec ses rédactions. Début avril 2025, il démissionne finalement de ses fonctions de rédaction en chef mais demeure toutefois au sein du groupe.
En mai 2025, Frédérick Macé, présent au sein du groupe EBRA depuis 2011, est nommé à la rédaction en chef de Vosges Matin, l'Est républicain et du Républicain Lorrain à la place de Sébastien Georges. 

### Difficultés liées à la restructuration
Le plan de restructuration lancé en 2018 entraîne, selon l'enquête du média Blast primée aux assises du journalisme, un grand nombre de difficultés. Sur le plan éditorial, la méthode favorise l'obsession pour le fait-divers, les copiés-collés de communiqués de presse et la parution d'informations non vérifiées. Le groupe de presse — le premier du pays en diffusion — est historiquement déficitaire et le plan de redressement fait passer les effectifs du groupe EBRA de 4 000 à 3 200 salariés en trois ans. Le turn-over ainsi que les arrêts de travail augmentent nettement, notamment au Républicain Lorrain, où un rapport du Syndicat national des journalistes évoque un « management par la peur ».
Aux Dernières Nouvelles d'Alsace, alors que la médecine du travail alerte sur la « détresse mentale » de salariés entre compression de personnel et violence managériale, trois suicides ont lieu en trois ans,,. La méthode de Philippe Carli, consistant à numériser les titres, mutualiser des activités non éditoriales, et fermer des imprimeries est déployée dans un contexte de dialogue social empêché et entravé,,,.

## Organisation

### Dirigeants
Présidents
- Gérard Lignac : février 2006 - ?
- Michel Lucas : 2011 - septembre 2017
- Philippe Carli : septembre 2017 - janvier 2025[23]

### Capital
À sa fondation en 2006, le groupe EBRA est détenu à 51 % par le groupe Est républicain — propriété de la famille Lignac et du groupe France-Antilles (futur groupe Hersant Média) — et à 49 % par la Banque fédérative du Crédit mutuel,.
Depuis septembre 2009, Crédit Mutuel Alliance Fédérale (à l'époque la fédération Crédit Mutuel Centre Est Europe) est l'actionnaire unique du groupe,.

### Données financières
En 2007, le groupe réalise un chiffre d'affaires de 550 millions d'euros avec une dette de 380 millions d'euros. Le chiffre d'affaires de 2022 est de 491 millions.

### Siège
Le siège du groupe est situé au 4 rue Frédéric-Guillaume Raiffeisen 67000 Strasbourg.

### Effectif
En 2019, le groupe projette la suppression de 386 emplois. D'après l'intersyndicale, « l’objectif est d’obtenir une baisse massive de la masse salariale, de faire des économies à grande échelle et de démembrer les titres. » En 2023, l'effectif est de 3 500 personnes.

### Filiales
- EBRA Éditions est la maison d’édition. Installée à Strasbourg elle regroupe plusieurs marques éditoriales La Nuée bleue, maison d’édition créée au sein des Dernières Nouvelles d'Alsace ; Le Livre chez vous, site d'e-commerce de livres ;  les Éditions du Quotidien, maison d’édition créée par Le Républicain lorrain ; Les Éditions Coprur, créée au sein du Crédit Mutuel.
- EBRA Events : organisateur d'événements.
- EBRA Info : Agence d'informations générales, nationales et internationales des neuf journaux du Groupe EBRA.
- EBRA Médias : 4 régies de proximité qui accompagnent les entreprises à travers des solutions de communication 360.
- EBRA Studios : réalise des reportages et accompagne dans la réalisation de communication vidéo les entreprises ou institutions.
- EBRA Services : une filiale spécialisée dans les activités de support pour les entités du Groupe EBRA.
- EBRA Portage ; Distribution des journaux à domicile  par des Vendeurs Colporteurs de Presse (VCP)
- Humanoid : édition de médias en ligne (Frandroid, Numerama et Madmoizelle)

## Activités

### Presse écrite

#### Titres actuels

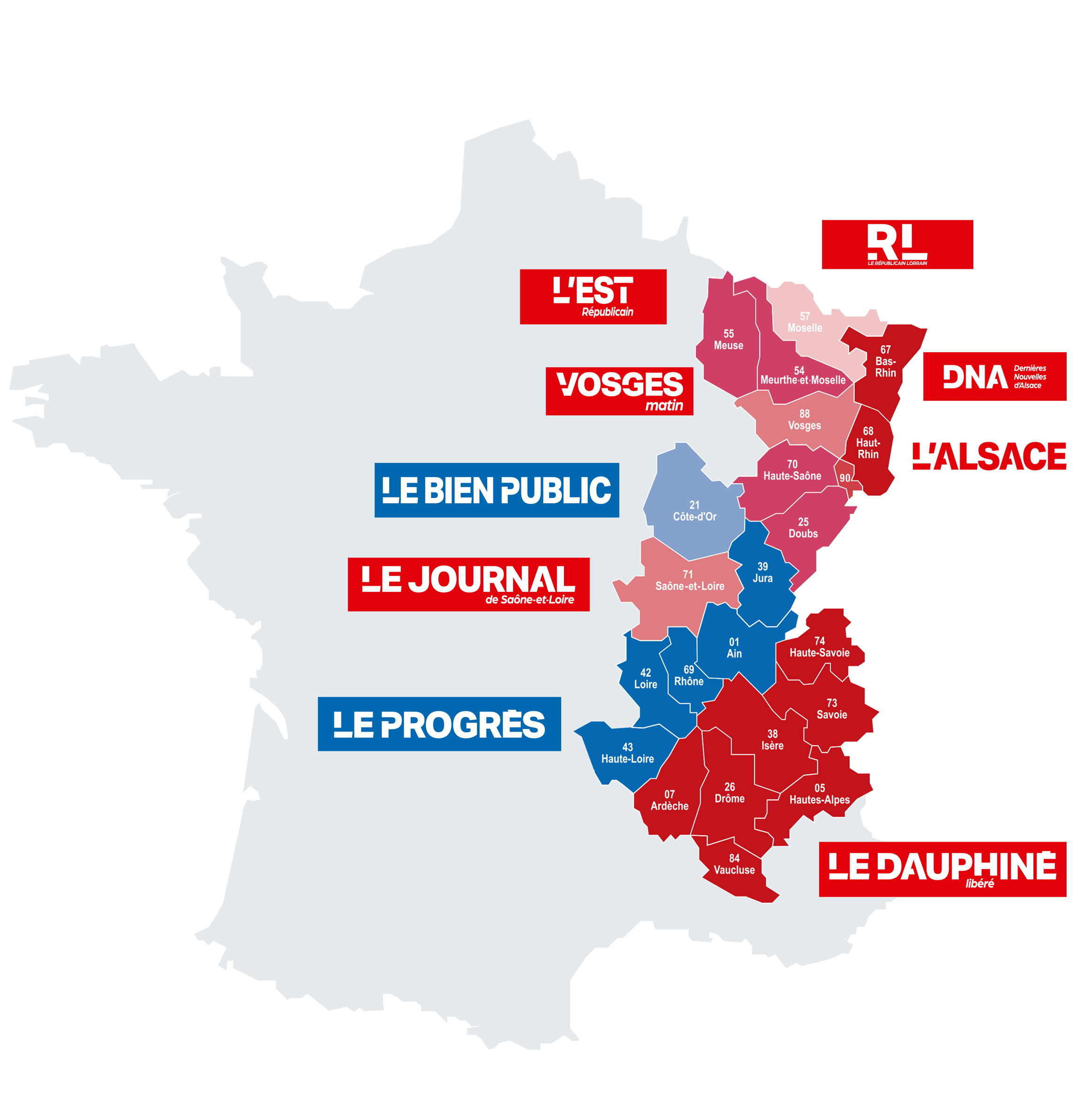
Carte de la zone géographique de couverture des titres EBRA.

Le groupe EBRA possède neuf quotidiens régionaux répartis sur toute la façade Est de la France :
- L'Alsace (Haut-Rhin)
- Le Bien public (Côte-d'Or)
- Le Dauphiné libéré (Ardèche, Drôme, Hautes-Alpes, Haute-Savoie, Isère, Savoie)/ Vaucluse matin (Vaucluse)
- Dernières Nouvelles d'Alsace (Bas-Rhin)
- L'Est républicain (Doubs, Haute-Saône, Meurthe-et-Moselle, Meuse, Territoire de Belfort)
- Le Journal de Saône-et-Loire (Saône-et-Loire)
- Le Progrès (Ain, Haute-Loire, Jura, Loire, Rhône)
- Le Républicain lorrain (Moselle)
- Vosges Matin (Vosges)

L'Est républicain détient également 50 % du Journal de la Haute-Marne au côté de la Haute-Marne Libérée Holding. Ce quotidien n'est cependant pas considéré comme faisant partie du groupe EBRA.

#### Anciens titres
Dans une logique de mutualisation des moyens, certains titres ont disparu :
- La Liberté de l'Est (Vosges)

Racheté par L'Est républicain en octobre 1999, remplacé en même temps que l'édition vosgienne de L'Est républicain le 2 janvier 2009 par Vosges Matin.
- Le Pays (Belfort-Montbéliard, Besançon, Lure)

Propriété de L'Alsace, absorbé par L'Est républicain le 1er octobre 2013 qui le remplace par une édition L'Est Républicain-Le Pays,.

### Numérique
- ASAPP Lyon (2021-2022) édité par Le Progrès[44],[45]
- ASAPP Strasbourg (2021-2022) édité par les Dernières Nouvelles d'Alsace[46]
- Numerama, Frandroid et Madmoizelle via Humanoid depuis 2022[47]

### Édition
- La Nuée bleue (2006-2014)

Maison d'édition appartenant aux Dernières Nouvelles d'Alsace, elle fait partie depuis 2014 des Éditions du Quotidien, filiale du Crédit Mutuel regroupant plusieurs maisons d’édition comme les Éditions Coprur et les Éditions Serpenoise,.

### Télévision
- M6 Nancy (2006-2008)

Détenue à 50 % jusqu'à sa fermeture en avril 2008.
- Télé Lyon Métropole (2006-2010)

Propriété du quotidien Le Progrès à 60 % depuis 2001, elle est vendue en 2010 à un groupe d'une dizaine d'entrepreneurs lyonnais emmené par le directeur général de la chaîne Jean-Pierre Vacher.
- Alsace20 (2009-2012)

Créée en 2009 par les quotidiens L'Alsace et les Dernières Nouvelles d'Alsace, elle est vendue en décembre 2012 à Dominique Formhals, patron d'Aquatique Show, et à des salariés de la chaîne.

## Diffusion
En 2013, le groupe EBRA vend chaque jour 997 046 exemplaires de ses neuf quotidiens régionaux : 222 854 pour Le Dauphiné libéré/Vaucluse matin, 200 474 pour L'Est républicain/Vosges Matin/Le Journal de la Haute-Marne, 161 025 pour Dernières Nouvelles d'Alsace, 118 055 pour Le Républicain lorrain, 109 217 pour Le Progrès, 91 254 pour L'Alsace, 52 950 pour Le Journal de Saône-et-Loire et 41 217 pour Le Bien public. Il comptabilise 4 293 000 lecteurs par jour, dont 1 000 000 pour Le Dauphiné libéré/Vaucluse matin, 828 000 pour Le Progrès, 783 000 pour L'Est républicain/Vosges Matin/Le Journal de la Haute-Marne, 549 000 pour Dernières Nouvelles d'Alsace, 470 000 pour Le Républicain lorrain, 271 000 pour L'Alsace, 225 000 pour Le Journal de Saône-et-Loire et 167 000 pour Le Bien public.
En 2015, le groupe vend chaque jour 970 245 exemplaires de ses neuf quotidiens régionaux : 209 307 pour Le Dauphiné libéré/Vaucluse matin, 184 410 pour Le Progrès, 148 813 pour Dernières Nouvelles d'Alsace, 125 319 pour L'Est républicain, 105 726 pour Le Républicain lorrain, 73 773 pour L'Alsace, 48 905 pour Le Journal de Saône-et-Loire, 37 154 pour Le Bien public et 36 838 pour Vosges Matin.
En mai 2018, les neuf titres régionaux sont mis en distribution dans leur version numérique sur le kiosque EPresse.

## Positionnement et controverses
Selon l'ouvrage "La presse quotidienne" de Jean-Marie Charon, les médias régionaux de l'Est de la France sont historiquement parmi les plus conservateurs. Ce serait à la fois le résultat d'une décision économique (les personnes âgées plus attachés à l'ordre établi apprécie plus cette ligne éditoriale or les personnes âges sont les plus consommateurs de presse régionale) mais aussi un positionnement idéologique du groupe EBRA. Toujours selon Charon le ton peut effectivement glisser vers une vision très sécuritaire, voire parfois ambiguë sur certains sujets sensibles (immigration, délinquance, progressisme, droits des minorités). 
Par exemple l'Est Républicain faisant partie du groupe avait été épinglé pour le commentaire suivant  « On s’y croirait. Il ne manque que le bruit et l’odeur comme dirait Chirac » à propos de quelqu'un arborant une Blackface.
Charon ajoute que le pluralisme est peu présent dans la presse régionale de l'Est, que celle-ci est très dépendante des sources officielles (communiqués de préfecture par exemple...) sans jamais de remise en cause ou mise en profondeur.
L'ex patron du groupe de presse a par ailleurs démissionné après avoir affiché ce qui a été vu comme un soutiens à Sarah Knafo (Reconquête !).